# Wolfgang Däubler
Wolfgang Däubler (* 5. Mai 1939 in Berlin-Zehlendorf) ist ein deutscher Rechtswissenschaftler. Er ist seit 1971 Professor für Arbeits-, Handels- und Wirtschaftsrecht an der Universität Bremen und wurde vor allem durch seine Arbeit auf dem Gebiet des Arbeitsrechts bekannt.

## Leben
Wolfgang Däubler wurde im Mai 1939 als Sohn von Hanne Däubler, geborene Wagner, und des Oberlandesgerichtsrats und OLG-Senatspräsidenten Helmut Däubler in Berlin geboren; er zog im Alter von vier Jahren zu seinen Großeltern in Biberach an der Riß und besuchte Schulen in Biberach und in Stuttgart. Er legte im Jahr 1958 sein Abitur in Stuttgart ab und studierte anschließend Rechtswissenschaften in Tübingen, Hamburg, an der FU Berlin und in Dijon. Im Jahr 1962 legte er sein Erstes und 1966 sein Zweites Juristisches Staatsexamen ab. 1965 wurde er in Tübingen mit einer Arbeit aus dem Gesellschaftsrecht zum Dr. jur. promoviert und absolvierte ein halbjähriges Praktikum bei der Europäischen Kommission in Brüssel. In den Jahren 1966 bis 1971 war er Wissenschaftlicher Assistent an der Universität in Tübingen; in diesem Zeitraum wurde er auch Mitglied in der ÖTV (seit 2001 ver.di). Seit 1969 ist er mit Herta Däubler-Gmelin verheiratet, hat zwei Kinder (Monika und Wolf-Peter) und lebt in Dußlingen.
Im Jahr 1971 wurde er als Professor an die Universität Bremen auf den Lehrstuhl für deutsches und europäisches Arbeitsrecht, Bürgerliches Recht und Wirtschaftsrecht berufen. Er war 1987 und 1990 Gastprofessor an der Universität Paris-Nanterre („Paris X“), 1994 an der University of Texas at Austin, 1995 an der Universität Antwerpen und 1998 an der Universität Bordeaux, 2006 bis 2008 „advising professor“ an der Tongji-Universität in Shanghai. In den Jahren 2006 und 2007 hatte er eine Gastprofessur an der Università degli Studi di Trento inne. Von 2011 bis 2014 war er regelmäßig als Gastprofessor an der China-EU School of Law in Peking tätig.
Des Weiteren ist Däubler Mitglied im wissenschaftlichen Beirat von Attac, zudem war er von 1987 bis 2017 Arbeitnehmervertreter im Aufsichtsrat und Risikoausschuss der Bremer Landesbank. Er ist seit 2005 wissenschaftlicher Berater der Anwaltskanzlei Schwegler. Auch ist er als Vorsitzender von Einigungsstellen tätig und berät Betriebsräte und Unternehmen in arbeitsrechtlichen Fragen.

## Werk
Forschungsgebiete Däublers sind das Arbeitsrecht einschließlich der völkerrechtlichen und europarechtlichen Bezüge, das Datenschutzrecht und das Erbrecht.
Eine für die ÖTV im Jahr 1969 erstellte Schrift Däublers über das Streikrecht im öffentlichen Dienst stieß auf Aufmerksamkeit. Mit dem 1973 veröffentlichten Buch Grundrecht auf Mitbestimmung profilierte sich Däubler als eher linksgerichteter Kritiker des in der Bundesrepublik geltenden Arbeitsrechtes. Zu erwähnen sind weiter sein vor allem bei Studenten und Betriebsräten weit verbreitetes, aus Arbeitnehmersicht verfasstes Lehrbuch zum Arbeitsrecht und die von ihm mit herausgegebenen Kommentare zum Betriebsverfassungsgesetz, zum Kündigungsschutzrecht und zum Datenschutzrecht. Seine Veröffentlichungen waren ursprünglich umstritten, fanden dann aber Eingang in den wissenschaftlichen Diskurs. In der Rechtsprechung der Arbeitsgerichte gehört er heute zu den am häufigsten zitierten Autoren. 1999 wurde ihm eine Festschrift gewidmet.
Däubler war und ist auch in der Politikberatung tätig. So leitete er im Jahr 1978 eine Kommission beim Parteivorstand der SPD zur Reform des Tarifvertragsrechts. Er war 1994 und 1995 im Auftrag der Deutschen Gesellschaft für Technische Zusammenarbeit Berater der kirgisischen Regierung, für die er ein Arbeitsgesetzbuch entwarf. Er beriet 1998 bis 2002 die Regierung Sloweniens, wobei er an der Ausarbeitung des 2003 in Kraft getretenen slowenischen Arbeitsverhältnisgesetzes maßgeblich beteiligt war.
Weitere Beratungseinsätze waren die Mitarbeit bei der Vorbereitung des Arbeitsvertragsgesetzes der Volksrepublik China im Jahre 2007 und des neuen Arbeitsgesetzbuches in Vietnam im Jahre 2013. Dort ist er weiterhin für die Friedrich-Ebert-Stiftung tätig. Er hielt zahlreiche Gastvorträge in Lateinamerika. Däubler spricht neben deutsch auch französisch, italienisch, englisch, spanisch und russisch.

## Mitgliedschaften
Däubler ist Mitglied der evangelischen Kirche und Beisitzer im Vorstand des Förderkreises Darmstädter Signal.

## Schriften (Auswahl)
- Streik im öffentlichen Dienst. 1969; 2. Auflage 1971.
- mit Theo Mayer-Maly: Negative Koalitionsfreiheit? 1971.
- Das Grundrecht auf Mitbestimmung und seine Realisierung durch tarifvertragliche Begründung von Beteiligungsrechten. 3. Auflage 1975.
- Das soziale Ideal des Bundesarbeitsgerichts. 1975.
- als Co-Autor: Eigentum und Recht. 1976.
- mit Hans Hege: Koalitionsfreiheit. 1976.
- mit Hans Hege: Tarifvertragsrecht. 2. Auflage 1981.
- Privatisierung als Rechtsproblem. 1980.
- Das Arbeitsrecht. Band 1. 7. Auflage 1985; Band 2. 3. Auflage 1983.
- Stationierung und Grundgesetz. 3. Auflage 1983.
- als Co-Autor: Arbeitskampfrecht. 1984.
- Allgemeines Gleichbehandlungsgesetz: Handkommentar (4. Ausg.). Nomos, Baden-Baden 2018, ISBN 978-3-8487-4228-8.
- BetrVG: Betriebsverfassungsgesetz: Kommentar für die Praxis mit Wahlordnung und EBR-Gesetz (16. Ausg.). Bund, Frankfurt am Main 2018, ISBN 978-3-7663-6635-1.
- EU-Datenschutz-Grundverordnung und BDSG-neu: Kompaktkommentar. Bund, Frankfurt am Main 2018, ISBN 978-3-7663-6615-3.
- Arbeitsrecht: Ratgeber für Beruf – Praxis – Studium (Recht Aktuell). Bund, Frankfurt am Main 2017, ISBN 978-3-7663-6624-5.
- Digitalisierung und Arbeitsrecht: Internet, Arbeit 4.0 und Crowdwork (Recht Aktuell). Bund, Frankfurt am Main 2017, ISBN 978-3-7663-6690-0.
- Gewerkschaftsrechte im Betrieb. 4. Auflage 1985; 12. Ausgabe: Nomos, Baden-Baden 2017, ISBN 978-3-8487-3479-5.
- Gläserne Belegschaften: das Handbuch zum Beschäftigtendatenschutz (7. Ausg.). Bund, Frankfurt am Main 2017, ISBN 978-3-7663-6620-7.
- Tarifverträge zur Unternehmenspolitik?: Rechtliche Zulässigkeit und faktische Bedeutung. Bund, Frankfurt am Main 2016, ISBN 978-3-7663-6465-4.
- mit Birger Bonin, Olaf Deinert: AGB-Kontrolle im Arbeitsrecht (3. Ausg.). Vahlen, München 2010, ISBN 978-3-8006-3772-0.
- EU-Datenschutz-Grundverordnung und BDSG-neu. Kompaktkommentar. 1. Auflage. Bund-Verlag, Frankfurt am Main 2018, ISBN 978-3-7663-6615-3 (1379 S., gemeinsam mit Peter Wedde, Thilo Weichert und Imke Sommer).